# Кавасима, Юдзо
Юдзо Кавасима (яп. 川島雄三  Кавасима Юдзо), англ. Yûzô Kawashima. (4 февраля 1918, Муцу, префектура Аомори, Япония — 11 июня 1963, Токио, Япония) — японский кинорежиссёр и сценарист. Когда уважаемый японский журнал о кино «Кинэма Дзюмпо» в 1999 году опубликовал список лучших японских фильмов XX века, в нём было много фильмов неоспоримых классиков, таких как Акира Куросава, Кэндзи Мидзогути, Микио Нарусэ и Ясудзиро Одзу. Тем не менее, многие западные наблюдатели были в недоумении от фильма, который занял почётное 5 место — «Солнце в последние дни сёгуната» режиссёра Юдзо Кавасимы . Этот фильм, выпущенный кинокомпанией «Никкацу» в 1957 году был практически неизвестен за пределами Японии, как и его постановщик Кавасима. Хотя теперь его фильмы начали выходить на Западе на DVD и Blu-ray, и по мнению одного из ведущих западных знатоков японского кинематографа критика Александра Джейкоби, работы Кавасимы являются недостающим звеном между классикой японского кино 1950-х и модернизмом 1960-х.

## Биография

### Ранние годы
Родившийся в 1918 году в купеческой семье, Юдзо Кавасима ещё с юных лет заинтересовался литературой и кинематографом. Фильмы великого американского кинорежиссёра Дэвида Уорка Гриффита произвели на молодого Кавасиму неизгладимое впечатление, и он просто загорелся мечтой о работе в кино. После окончания средней школы юноша поехал в Токио, где он становится членом киноклубов Eigashudan и Nihon Eiga Kenkyukai, поступает в университет Мэйдзи, где будет изучать литературу. Когда студия «Офуна» кинокомпании «Сётику» в 1938 году объявила очередной конкурсный набор на вакантные должности ассистентов режиссёра, двадцатилетний Кавасима успешно прошёл трудный экзамен и попал в восьмёрку избранных, которых студия отобрала из 2000 претендентов.

### Карьера в кино
После того, как Юдзо Кавасима поработал ассистентом у таких мэтров режиссуры, как Ясудзиро Симадзу и Ясудзиро Одзу, а также у только недавно начавших свой путь в профессии, а впоследствии  ставших классиками Кодзабуро Ёсимуры и Кэйсукэ Киноситы, он в 1944 году получил возможность дебютировать самостоятельной постановкой, сняв фильм «Человек, который вернулся». Эта дебютная его работа не имела успеха у зрителя, поэтому в двух последующих своих картинах он был только сорежиссёром. Первые успешные в коммерческом прокате киноленты Кавасимы, фильмы снятые в 1948 году, «Последователь» и «О, граждане!» показали элементы будущего стиля режиссёра. В своих постановках того периода Кавасима обращался преимущественно к комедийному материалу, став к середине 1950-х одним из признанных мастеров кинокомедии компании «Сётику», хотя он сам был крайне не удовлетворён и своими работами тех лет и жёстким диктатом студийных боссов.
В 1951 году состоялось знакомство Кавасимы с Сёхэем Имамурой, пришедшем тогда на студию также как и он когда-то в 1938-м, по конкурсному набору и получившему место ассистента режиссёра. Общие взгляды на жизнь и бунтарский дух объединило и сдружило этих двух художников. Они вместе покинули «Сётику» в 1954-м, перейдя в кинокомпанию «Никкацу», взбунтовавшись против пресловутого «духа студии «Офуна»  — духа умеренности и конформизма. Имамура был его главным ассистентом по киноленте «Бремя любви» (1955), социальной сатире, в которой показана история министра правительства, выступающего за контроль над рождаемостью, но не способного контролировать рождаемость в собственной семье. Кавасима продемонстрировал мастерство в умении манипулирования большим количеством персонажей в фильме «Наш город» (1956), рассказе о жизни в пригороде Осаки периода Мэйдзи в 1930 году. В то же самое время в кинолентах «24 страницы о Гиндза» (1955) и «Рай Сусаки: Район красных фонарей» (1956), где действие по большей части происходит в барах и борделях ночного Токио, продемонстрирован интерес Кавасимы к неприглядным сторонам жизни японского общества.
В 1957 году Юдзо Кавасима поставил по сценарию бывшего ассистента и лучшего друга Имамуры свой лучший фильм «Солнце в последние дни сёгуната» (в главной роли — Фрэнки Сакаи), придав новую глубину традиционной комедии. В этой киноленте остроумно и непристойно изложены события в борделе времён Реставрации Мэйдзи, где внимание режиссёра сконцентрировано на показе сексуальных и финансовых проблем героев. И хотя сотрудничество Кавасимы и Имамуры было не столь долгим, тем не менее, каждый из них обогатился совместным опытом. Комедии Кавасимы, их чёрный юмор и несколько бурлескный дух произвели сильное впечатление на молодого Имамуру и отразилось затем в первых его самостоятельных постановках. Кавасима же, в свою очередь, стал больше обращаться к низам общества и социальным проблемам, что привил ему друг Имамура. В то время как Имамура начал самостоятельную режиссёрскую деятельность, Кавасима ушёл из компании «Никкацу» и его дальнейшие работы сняты в павильонах студий «Токио фильм» и «Тохо».
Успех фильма «Солнце в последние дни сёгуната» способствовал появлению ряда сатирических и фарсовых комедий, снятых Кавасимой на рубеже 1950-х — 1960-х годов, где главную роль неизменно играл актёр Фрэнки Сакаи. Наиболее характерной из этих комедий была «Сдаётся комната» (1959), весёлый портрет жизни низов общества в Осаке.
Режиссёр также успешно работал с более традиционным драматургическим материалом: «Храм диких гусей» (1962), основанная на романе Цутому Мицуками — мастерски созданная мелодрама о неоднозначных взаимоотношениях между коррумпированным священником, его возлюбленной и его псаломщиком; в то время как «Тень цветка» и «Женщина рождается дважды» (оба фильма 1961 года) были нежными и трогательными исследованиями жизни хозяйки бара и гейши, отмеченные тонким психологическим рисунком характеров героинь и сочувственным отношением к падшим женщинам. «Изящное чудовище» (1962) — один из последних фильмов режиссёра был снят с использованием необычных ракурсов в условиях замкнутого пространства и очень близок к лентам «новой волны».
Режиссёр умер в 45 лет от сердечного приступа, вызванного довольно редким заболеванием, — лёгочным сердцем. За 19 лет карьеры Юдзо Кавасима снял 51 фильм.
В 1991 году режиссёр и близкий друг Кавасимы, Сёхэй Имамура представил четыре его фильма на ретроспективе в Роттердаме. Это были четыре основных его работы: «Рай Сусаки: Район красных фонарей» (1956), «Солнце в последние дни сёгуната» (1957), «Женщина рождается дважды» (1961) и «Изящное чудовище» (1962). В 2003 году Дом культуры Японии в Париже отдаст дань памяти Юдзо Кавасиме, устроив его ретроспективный показ. В феврале 2012 года мини-ретроспективу фильмов Юдзо Кавасимы устроили в рамках 62-го Берлинского международного кинофестиваля. С 19 февраля по 11 марта 2020 года ретроспектива из восьми фильмов Юдзо Кавасимы прошла в Москве (в кинозале Инженерного корпуса Государственной Третьяковской Галереи).

### Признание
Кинопремия «Майнити» (1964)
- Специальная премия за достижения в карьере (посмертно).

## Фильмография
| Фильмография Юдзо Кавасимы | Фильмография Юдзо Кавасимы                 | Фильмография Юдзо Кавасимы | Фильмография Юдзо Кавасимы      | Фильмография Юдзо Кавасимы                               |
| Год                        | Русское название                           | Японское название          | Название на ромадзи             | Английское название в международном прокате              |
| -------------------------- | ------------------------------------------ | -------------------------- | ------------------------------- | -------------------------------------------------------- |
| 1940-е годы                |                                            |                            |                                 |                                                          |
| 1944                       | «Человек, который вернулся»                | 還って来た男               | Kaette kita otoko               | The Man Who Came Back                                    |
| 1946                       | «Конкурс улыбок»                           | ニコニコ大会               | Nikoniko taikai                 | Smiling Competition                                      |
| 1946                       | «Смешная неделя» (к/м)                     | お笑い週間                 | Owarai shukan                   | Comical Week                                             |
| 1947                       | «Мэр в полночь»                            | 深夜の市長                 | Shin’ ya no shicho              | Mayor at Midnight                                        |
| 1948                       | «Последователь»                            | 追跡者                     | Tsuisekisha                     | The Follower                                             |
| 1948                       | «О, граждане!»                             | シミ金のオオ！市民諸君     | Shimikin no Ci Shimin shokun    | O Citizens (lit. Shimikin’ s O Citizens)                 |
| 1949                       | «Симикин — спортивный король»              | シミ金のスポーツ王         | Shimikin no Supotsu-o           | King of Sports (lit. Shimikin the King of Sports)        |
| 1950-е годы                |                                            |                            |                                 |                                                          |
| 1950                       | «Просто сон»                               | 夢を召しませ               | Yume o meshimase                | Just Dream                                               |
| 1950                       | «Актриса и детектив» (к/м)                 | 女優と名探偵               | Joyﬁ to meitantei               | The Actress and the Detective                            |
| 1951                       | «И ангелы видят сны»                       | 天使も夢を見る             | Tenshi mo yume o miru           | Even Angels Dream                                        |
| 1951                       | «Три девушки фертильного возраста»         | 適齢三人娘                 | Tekirei sannin musume           | Three Nice Nubile Girls                                  |
| 1952                       | «Бытовая жареная свинина»                  | とんかつ大将               | Tonkatsu taisho                 | Fried Pork General                                       |
| 1952                       | «Пара очень большой любви»                 | 相惚れトコトン同志         | Aibore tokoton doshi            | A Couple Very Much in Love                               |
| 1952                       | «Девушки отстаивают свои права»            | 娘はかく抗議する           | Musume wa kaku kogi suru        | Girls Claim Their Rights                                 |
| 1952                       | «Я не был таким»                           | こんな私じゃなかったに     | Konna watashi ja nakatta ni     | I Wasn' t Like That                                      |
| 1952                       | «Завтра день зарплаты»                     | 明日は月給日               | Asu wa gekkyubi                 | Tomorrow Is Payday                                       |
| 1953                       | «Студент-директор компании»                | 学生社長                   | Gakusei shacho                  | Student President                                        |
| 1953                       | «Цветы на ветру»                           | 花吹く風                   | Hana fuku kaze                  | Flowers in the Wind                                      |
| 1953                       | «Новый Токио в марте»                      | 新東京行進曲               | Shin Tokyo koshinkyoku          | New Tokyo March                                          |
| 1953                       | «Сексуальная революция»                    | 純潔革命                   | Junketsu kakumei                | Sexual Revolution                                        |
| 1953                       | «Мадам Токио и леди Осака»                 | 東京マダムと大阪夫人       | Tokyo madamu to Csaka fujin     | Madame Tokyo and Lady Osaka                              |
| 1953                       | «Мисс Директор»                            | お嬢さん社長               | Ojosan shacho                   | Miss President                                           |
| 1954                       | «Путь искренности»                         | 真実一路                   | Shinjitsu ichiro                | The Road of Truth                                        |
| 1954                       | «Между вчера и завтра»                     | 昨日と明日の間             | Kino to asu no aida             | Between Yesterday and Tomorrow                           |
| 1955                       | «Бремя любви»                              | 愛のお荷物                 | Ai no onimotsu                  | Burden of Love                                           |
| 1955                       | «Человек завтрашнего дня»                  | あした来る人               | Ashita kuru hito                | Till We Meet Again                                       |
| 1955                       | «24 страницы о Гиндза»                     | 銀座二十四帖               | Ginza nijﬁyonjo                 | Ginza / Twenty-four Views of Ginza (lit.)                |
| 1956                       | «Воздушный шар»                            | 風船                       | Fusen                           | Balloon                                                  |
| 1956                       | «Рай Сусаки: Район красных фонарей»        | 洲崎パラダイス 赤信号      | Suzaki Paradaisu: Akashingo     | Suzaki Paradise: Red Light District                      |
| 1956                       | «Наш город»                                | わが町                     | Waga machi                      | Our Town                                                 |
| 1956                       | «Голодные души»                            | 飢える魂                   | Ueru tamashii                   | Hungry Souls                                             |
| 1956                       | «Голодные души, часть 2»                   | 続・飢える魂               | Zoku ueru tamashii              | Hungry Souls 2                                           |
| 1957                       | «Солнце в последние дни сёгуната»          | 幕末太陽伝                 | Bakumatsu taiyoden              | The Sun Legend of the End of the Tokugawa Era            |
| 1958                       | «Быть женщиной»                            | 女であること               | Onna de aru koto                | Being a Woman                                            |
| 1958                       | «Репутация»                                | 暖簾                       | Noren                           | The Shop Curtain                                         |
| 1959                       | «Искушение на роскошном острове»           | グラマ島の誘惑             | Gurama-to no yuwaku             | Temptation on Glamor Island                              |
| 1959                       | «Сдаётся комната»                          | 貸間あり                   | Kashima ari                     | Room to Let                                              |
| 1960-е годы                |                                            |                            |                                 |                                                          |
| 1960                       | «Если человек может ходить»                | 人も歩けば                 | Hito mo arukeba                 | If a Man Could Walk                                      |
| 1960                       | «Вор поцелуев»                             | 接吻泥棒                   | Seppun dorobo                   | The Thief of Kisses / The Dangerous Kiss                 |
| 1960                       | «Ночной поток» (сорежиссёр — Микио Нарусэ) | 夜の流れ                   | Yoru no nagare                  | Evening Stream                                           |
| 1960                       | «Сёстры Акасака: Ночная кожа»              | 赤坂の姉妹 夜の肌          | Akasaka no shimai: Yoru no hada | The Akasaka Sisters: Skin of Night / Soft Touch of Night |
| 1961                       | «Пин-стрип боссы»                          | 縞の背広の親分衆           | Shima no sebiro no oyabunsho    | Pin-Stripe Bosses                                        |
| 1961                       | «Японский экспресс»                        | 特急にっぽん               | Tokkyu Nippon                   | Japan Express                                            |
| 1961                       | «Женщина рождается дважды»                 | 女は二度生れる             | Onna wa nido umareru            | A Woman Is Born Twice / A Geisha’ s Diary                |
| 1961                       | «Тень цветка»                              | 花影                       | Kaei                            | Shadow of a Flower                                       |
| 1962                       | «Храм диких гусей»                         | 雁の寺                     | Gan no tera                     | Temple of Wild Geese                                     |
| 1962                       | «В этой мирской суете»                     | 青べか物語                 | Aobeka monogatari               | The Story of Aobeka / This Madding Crowd                 |
| 1962                       | «Гора Хаконэ»                              | 箱根山                     | Hakoneyama                      | Hakone Mountain                                          |
| 1962                       | «Изящное чудовище»                         | しとやかな獣               | Shitoyakana kemono              | Elegant Beast                                            |
| 1963                       | «Комедия: Жизнь в шашлычной»               | 製作＝東京映画 配給＝東宝  | Kigeki: Tonkatsu ichidai        | A Life in the Fried Pork Business                        |
| 1963                       | «Дай мне шанс»                             | イチかバチか               | Ichi ka bachi ka                | Take a Chance                                            |